# Jorge Mendoza Pérez
Jorge Alfredo Mendoza Pérez (* Miraflores, Arequipa, 15 de diciembre de  1953),  es un ingeniero metalúrgico y político peruano. Alcalde de la Provincia de Ilo en 2 periodos. 

## Biografía
Jorge Mendoza cursó sus estudios primarios en el Colegio Carlos A. Conde Vásquez, y los secundarios en el Colegio Daniel Becerra Ocampo. Entre 1974 - 1980 estudió Ingeniería Metalúrgica en la Universidad Nacional de San Agustín. 
De 1983 hasta 1986 fue Asesor de la Empresa Pesquera Rodríguez.
En 1980 se inicia su  actuación política fundando el Movimiento Independiente Nuestro Ilo. En las elecciones municipales de 1995, resulta elegido como Regidor del Municipio Provincial de Ilo, representando al Movimiento Independiente Comunidad en Acción.
En el año 2002 postula a la Alcaldía Provincial de Ilo, ganando la elección para el período 2003-2006, siendo reelecto en el periodo siguiente: 2007-2010 (postulando ambas veces por el Movimiento Independiente Nuestro Ilo). 
En febrero del 2010 anuncia su postulación a la reelección para la Alcaldía Provincial de Ilo por el mismo movimiento independiente.
Fue reelecto alcalde para el periodo 2015-2018; sin embargo en diciembre de 2015, Jorge Mendoza es encarcelado en el penal de Socabaya al ser encontrado culpable del delito de PECULADO DOLOSO (Robo de 247 mil soles de las cajas de la Municipalidad para financiar su campaña del 2007)